# خانه کشیده دوران نوسنگی
خانهٔ کشیدهٔ دوران نوسنگی گونه‌ای خانه باریک و بلند از جنس چوب بود که نخستین فرهنگ‌های یکجانشین اروپا از اوایل هزارهٔ ششم پیش از میلاد تا حدود ۴٬۸۰۰ پیش از میلاد به ساختن آن پرداختند.
این الگوی ساختمانی نخستین بار در فرهنگ لینربندکرامیک یا «فرهنگ سفالگری خطی» در اروپای مرکزی پدید آمد و در مدت صدها سال از فرهنگ کیوکوتنی در شرق اروپا تا قلمرو اطلس در شمال غربی اروپا گسترش یافت.
خانهٔ کشیدهٔ نوسنگی معمولاً ۴۵ تا ۵۰ متر طول داشت و نقشه‌اش گاه مستطیلی و گاه ذوزنقه‌ای بود.
ساختمان این الگوی خانه معمولاً مشتمل بر سه بخش بود: بخش مرکزی که خود به دو فضای داخلی تقسیم می‌شد و در یکی از این دو فضا اجاقی قرار می‌داده‌اند،
بخش جنوبی که شالوده‌اش با شالودهٔ بخش مرکزی مشترک بود و ممکن است انبار غله بوده باشد،
و بخش شمالی با شالودهٔ مستقل که ممکن است آغل حیوانات اهلی بوده باشد.
در ورودی بخش مرکزی در انتهای جنوبی آن قرار می‌گرفت و ورودی بال‌ها معمولاً در دیوارهای طرفین خانه قرار داشت.
فضای داخلی بخش مرکزی نیز به دو نیم تقسیم می‌شد.
در بیرون خانه و پهلوی دیوارها نیز گودال‌های متقارن کنده می‌شد که کاربرد آن‌ها معلوم نیست.
باستان‌شناسان کشیدگی این خانه‌ها را در تقابل با تجربه‌های پیشین معماری در خاور نزدیک می‌بینند؛ چنان که در خاور نزدیک با ساخت سازهٔ جدید بر روی ویرانهٔ سازهٔ متقدم تل تشکیل می‌شد، در اروپا سازهٔ جدید در امتداد سازهٔ متقدم قرار می‌گرفت. همچنین بحث جهت‌گیری کشیدگی خانه‌ها، که سابقاً به سبب جهت وزش باد دانسته می‌شد، امروزه مورد مناقشهٔ محققان است. خانه‌های کشیدهٔ نوسنگی در گروه‌های ۱ تا ۲۸ تایی کنار هم قرار می‌گرفتند. ساختارهای اجتماعی خانوادگی در گسترهٔ اروپا نیز همزمان با پدید آمدن خانه‌های کشیدهٔ نوسنگی ایجاد شدند و به باور برخی محققان پیامد این الگوی معماری بودند.
خانه‌های کشیدهٔ نوسنگی غالباً برای مدت طولانی استمرار داشته‌اند و نسل‌های متوالی یک واحد اجتماعی در یک محل زندگی می‌کرده‌اند. از حدود ۴٬۸۰۰ پیش از میلاد شواهدی از رها شدن این خانه‌ها و آتش‌سوزی در آن‌ها هست که به نظر می‌رسد این آتش‌سوزی‌ها عمدی و پایانی نمادین بر چرخهٔ زیست خانه بوده باشد. در بسیاری از موارد مدتی بعد از آتش گرفتن و رها شدن این خانه‌ها، بر روی آن‌ها گورپشته‌های کشیده‌ای در ابعاد و نقشهٔ مشابه ساخته می‌شد که به باور باستان‌شناسان ناظر بر گذار معماری خانگی به سنت تدفینی-ترحیمی است.

## پس‌زمینه

فرهنگ‌های اروپایی در اواسط دوران نوسنگی
فرهنگ لینربندکرامیک غربی
فرهنگ لینربندکرامیک شرقی
قلمرو اطلس

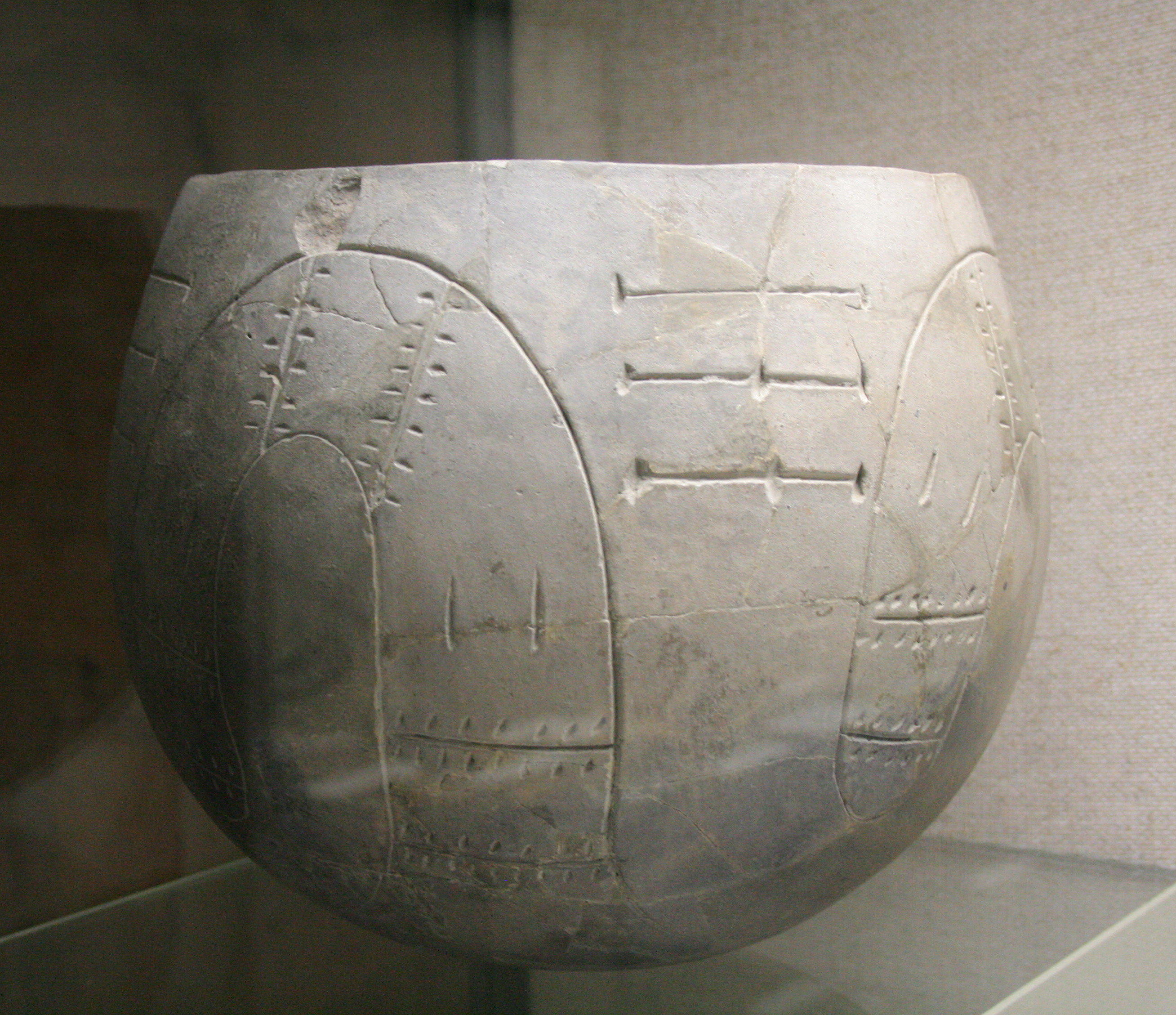
دست‌سازه‌های فرهنگ لینربندکرامیک یا فرهنگ سفالگری خطی

زمانی که انقلاب نوسنگی (و به طبع آن معماری) از هستهٔ خاور نزدیک به دیگر مناطق گسترش یافت، کارکرد و معنای آن به شکل قابل توجهی تغییر کرد.
بنابر پژوهش‌های باستان‌شناسی خانه‌های اروپا دو تفاوت عمده با خانه‌های خاور نزدیک دارند، یکی اینکه در اروپا خانه به مثابهٔ یک ارگانیسم به جامعه هویت می‌دهد و دیگر اینکه ساکنان این سرزمین، آگاهانه یا ناخودآگاه، در ساخت خانه‌ها دست به معناسازی نمادینی در رابطهٔ با ساختار اجتماعی و شرایط زندگی فردی زده‌اند.
در اوایل هزارهٔ ششم پیش از میلاد، خانه‌هایی کوچک در بالکان پدید آمد که نشان می‌دهد در اروپا یکجانشینی سابقه‌ای طولانی‌تر از کشاورزی دارد. این خانه‌های کوچک از جنس چوپ سبک بودند و ابعادشان از ۴×۴ متر یا ۳×۵ متر تجاوز نمی‌کرد.
باستان‌شناسان با تعقیب رد ساخت این خانه‌ها تلاش کرده‌اند تا مسیر گسترش انقلاب نوسنگی به اروپای مرکزی را مشخص کنند. این گسترش به احتمال زیاد از طریق درهٔ ووی‌وودینا صورت گرفته‌است. در سکونت‌گاه‌های نوسنگی این دره سه تا از خانه‌های کوچک در فاصلهٔ کمی از یکدیگر ساخته شده و تشکیل یک ردیف را داده‌اند که می‌توان آن را درآمدی بر خانه‌های کشیدهٔ نوسنگی دانست.
همزمان با گسترش انقلاب نوسنگی از بالکان به حوضهٔ پانونی (یا حوضهٔ کارپات)، اهلی کردن و کشاورزی هم برای نخستین بار در اروپا پدیدار شد، و به گفتهٔ باستان‌شناس بریتانیایی ایان هادر، «جامعه» خود اهلی شد و با ایجاد حس هویت اجتماعی میان افراد، زمینه برای همکاری در ساخت فراهم آمد.
همچنین اقلیم حوضهٔ پانونی از اقلیم بالکان سردتر و مرطوبتر است
و تخمین زده می‌شود دما و میزان بارش منطقهٔ دانوب در دورهٔ اقلیمی اطلسی در منطقهٔ دانوب از میزان کنونی آن بالاتر بوده باشد؛ مجموع این عوامل باعث ایجاد خانهٔ کشیدهٔ لینربندکرامیک شد.
از نظر زمانی خانه‌های کشیده منحصر به اواخر هزارهٔ پنجم و اوایل و میانهٔ هزارهٔ چهارم پیش از میلاد و از نظر مکانی منحصر به اروپای مرکزی بودند.
باستان‌شناسان خانه‌های کشیدهٔ نوسنگی در ارتباط نزدیک با فرهنگ لینربندکرامیک یا «فرهنگ سفالگری خطی» (افقی باستان‌شناختی در گسترهٔ جغرافیایی پهناور در اروپای دوران نوسنگی) می‌دانند.
مهم‌ترین شاخصهٔ فرهنگ لینربندکرامیک گستردگی جغرافیایی‌اش است و سرعتی که با آن در سراسر اروپای مرکزی و غربی پراکنده شد.
فرهنگ لینربندکرامیک حدود ۵٬۵۵۰ سال پیش از میلاد در جنگل‌های متراکم مناطق میانی دانوب (مجارستان و صربستان امروزی) پیدا شد و در ۳۵۰ سال آتی در راستای ۱٬۵۰۰ کیلومتری این رود به سمت شمال غربی آن گسترش یافت، منطقه‌ای که اتریش، جمهوری چک، آلمان، و لهستان و مناطقی از فرانسه و اوکراین امروزی را دربرمی‌گیرد.
بنابر شواهد حاضر، خانه‌های کشیدهٔ لینربندکرامیک نخستین بار در جنوب حوضه پانونی به ویژه در غرب مجارستان پدیدار شد.
از حدود ۴٬۹۰۰ تا ۴٬۵۰۰ پیش از میلاد، جوامع فرهنگ لینربندکرامیک به تدریج از هم فروپاشیدند، ولی الگوی خانهٔ کشیدهٔ نوسنگی استمرار یافت و فرهنگ‌های باستان‌شناختی دیگر اروپا (من‌جمله فرهنگ کیوکوتنی در مولداوی، فرهنگ اشتیکبندکرامیک و فرهنگ هینکلستاین در اروپای مرکزی و «قلمرو اطلس» در شمال غرب اروپا) تا دوران مس‌سنگی اروپا به ساخت این خانه‌ها ادامه دادند.

## ساختمان

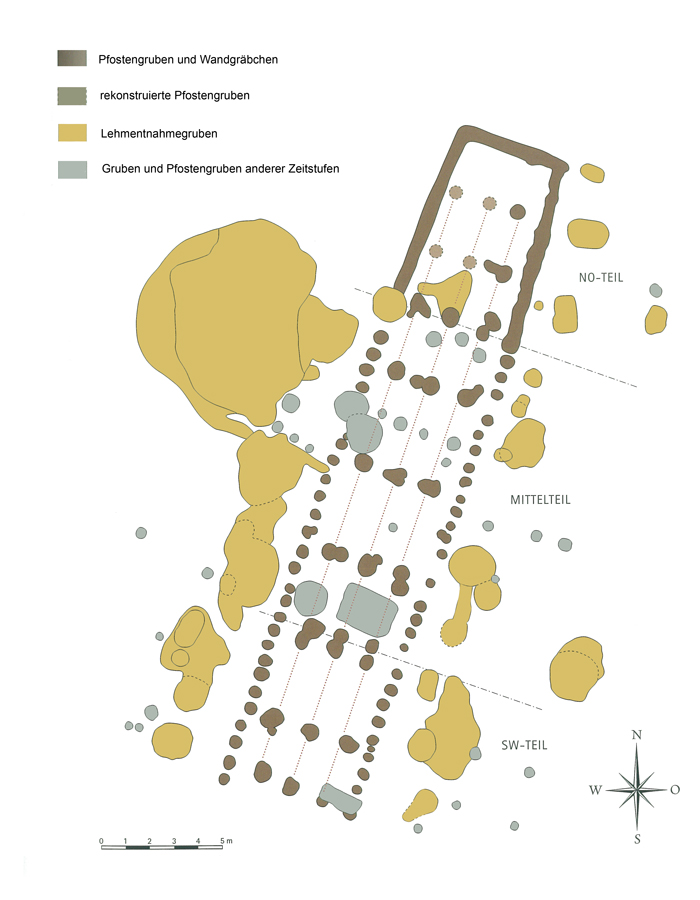
نقشهٔ یک خانهٔ کشیدهٔ نوسنگی، کشف‌شده در کاوش‌های سال ۲۰۰۱ و ۲۰۰۲.

نقشهٔ یک خانهٔ کشیدهٔ نوسنگی
بخش جدا
بخش مرکزی
بخش هم‌شالوده با بخش مرکزی
گودال‌های موازی

طول خانه‌های کشیدهٔ نوسنگی تا ۸۰ متر هم می‌رسیده‌است، ولی معمولاً ۴۵ تا ۵۰ متر طول داشته‌اند، و در هر کدام تعدادی «خانواده» زیر یک سقف زندگی می‌کردند.
نقشه بعضی از آن‌ها مستطیلی و بعضی ذوزنقه‌ای بود.
غالباً گفته می‌شود که جهت‌گیری خانه‌های کشیدهٔ نوسنگی در راستای شمال به جنوب بوده‌است، اما در واقع این جهت‌گیری بسته به منطقه متفاوت است و به‌نظر می‌رسد در هر مورد انتخابی آگاهانه بوده باشد.
شواهد اینگونه می‌نماید که در اروپای شمال غربی این بناها سه بخش مستقل داشته‌اند.
در جاهای شرقی‌تر و جنوب‌شرقی‌تر، جدا بودن این بخش‌ها چندان واضح نیست.
همچنین معلوم نیست که آیا این بخش‌ها همزمان ساخته شده‌اند یا نه.
بخش مرکزی در همهٔ موارد وجود داشته و گاه به تنهایی و مستقل ساخته می‌شده‌است.
گاه در یک بال (معمولاً بال جنوبی) سازه‌ای سنگین به بخش مرکزی متصل می‌شده‌است که باستان‌شناسان حدس می‌زنند انبار غله بوده باشد.
در برخی موارد محور انبار غله انحرافی از محور بخش مرکزی دارد که باعث شده برخی باستان‌شناسان بگویند این بخش‌ها در مرحله‌ای بعدی اضافه شده‌اند.
گاه در بال مقابل (بال شمالی) قسمت دیگری (معمولاً روی یک گودال شالوده) قرار داشته‌است که احتمالاً با تخته‌های چوبی پوشانده می‌شده و ممکن است آغل حیوانات اهلی بوده باشد.
ابعاد این بخش در مناطق مختلف تنوع زیادی دارد.
این بخش معمولاً با بخش مرکزی هم‌شالوده نبوده و هرگونه توسعهٔ از آن سمت را محدود می‌کرده‌است.
ازین‌رو بخش شمالی به‌نظر متأخرترین مرحله ساخت خانه بوده‌است و برخی پژوهشگران حدس می‌زنند به‌عنوان مقبرهٔ اجدادی به کار می‌رفته‌است. به‌نظر می‌رسد بعد از ساخت این بخش تغییر دیگری در سازه صورت نمی‌گرفته‌است.
ورود به بخش مرکزی معمولاً از دری در انتهای جنوبی صورت می‌گرفته‌است، در حالیکه ورودی بال‌ها معمولاً در دیوارهای طرفین خانه قرار داشته‌است.
فضاهای داخلی به‌وضوح تقسیم شده‌اند.
یافته‌های کاوشگران در لهستان و جمهوری چک نشانگر آن است که بخش مرکزی خانه‌ها در راستای عرضی به دو نصف تقسیم می‌شده‌است و رد فسفات در یک طرف آن به‌مراتب بیشتر از نصف دیگر است.
به‌نظر می‌رسد در وسط آن یک آتشدان یا اجاق قرار می‌گرفته‌است و بالای آن در سقف شکافی ایجاد می‌شده‌است تا دود را تهویه کند و به نور اجازه ورود بدهد.
این الگوی تقسیم شدن در فضای بیرونی خانه نیز ادامه یافته‌است و به نظر می‌رسد آرایش گودال‌ها خاکی متقارن یافته‌شده در پهلوی خانه‌ها با تقسیم‌بندی داخلی خانه شکل گرفته باشد.
این گودال‌های خاکی احتمالاً جهت تأمین مصالح مورد نیاز برای گل‌اندود کردن دیوارها کنده شده‌اند.
گاه این گودال‌ها در تمام طول نمای خانه قرار داشته‌اند و گاه با گذرگاه‌هایی منقطع شده‌اند.
به باور باستان‌شناس فرانسوی دانیل سیمونین این گودال‌ها بازتاب جایگاه پنجره‌های حفره‌ای در نمای خانه بوده‌اند،
ولی ریچارد بردلی تفسیرهای صرفاً کارکردی را ناکافی می‌داند و می‌گوید این گودال‌ها با تدفین کودکان مرتبط بوده‌اند.
دفن بزرگسالان در مقبره‌هایی با فاصله از سکونت‌گاه صورت می‌گرفته‌است
و در آن‌ها جهت‌گیری پیکر مرده عمود بر محور خانه بوده‌است.

## نظریه‌ها و گمانه‌زنی‌ها
به گفتهٔ باستان‌شناس بریتانیایی روث ترینگهام، توسعهٔ خانهٔ نوسنگی در اروپا در تقابل با توسعهٔ خانهٔ نوسنگی در خاور نزدیک قرار دارد؛ چنان‌که در خاور نزدیک خانه‌های جدید روی ویرانه‌های خانهٔ قدیمی ساخته می‌شدند (که این خود منجر به تشکیل تل می‌شد) ولی در اروپا خانه‌های جدید در امتداد خانهٔ قدیمی ساخته می‌شدند و این امر منجر به تشکیل الگوی خانهٔ کشیده شد.
انسان‌شناس آمریکایی هانتر-اندرسون می‌گوید شکل مستطیلی خانه‌ها به این دلیل بوده که توسعه دادن و افزودن بخش‌های جدید به آن (با افزایش جمعیت خانواده و تولد نسل‌های جدید) راحت‌تر از شکل گرد است. در کل تحول شکل خانه از گرد و دایره‌ای به گوشه‌دار و مستطیلی با بزرگ‌تر شدن و پیچیدن‌تر شدن جوامع متناظر است. هانتر-اندرسون ظرف‌های بشری (خانه‌ها) را به دو دستهٔ سطل‌ها (دارای شکل گرد و منحنی) و جعبه‌ها (دارای شکل مستطیلی) تقسیم می‌کند و هر کدام از این دو دسته را دارای دو گونهٔ همگن (هر بنا یک کاربری) و ناهمگن (چند کاربری در یک بنا) می‌داند و از خانهٔ کشیدهٔ نوسنگی به‌عنوان نمونهٔ شاخص جعبه‌های ناهمگن یاد می‌کند.
از اوایل هزارهٔ چهارم پیش از میلاد طول خانه‌های کشیده به تدریج کم‌تر می‌شود و هر کدام به چند خانهٔ مربعی بدل می‌شوند، که به باور اندرو شرات ناظر بر تغییر اندازه و ترکیب واحد خانواده در اثر گسترش الگو از اروپای مرکزی (لینربندکرامیک) به سرزمین‌های پیرامونی است.
آلیستر مارشال جهت‌گیری خانه‌ها را به دلیل جهت وزش باد در هر منطقه می‌داند.
به گفتهٔ مارشال، سه امر مهم در عملکرد خانه‌های کشیدهٔ دورهٔ نوسنگی قابل توجه است:
- جهت‌گیری خانه‌ها به نسبت جهت باد
- تفاوت سازه‌ای در دو سر خانه
- کاربرد خانه با توجه به تقسیمات داخلی آن[۴۵]

به گفتهٔ مارشال، اگر جهت‌گیری خانه‌های کشیدهٔ نوسنگی بر اساس جهت باد بوده باشد، جهت وزش باد غالب در آن دورهٔ زمانی را باید از شمال به شمال غربی دانست. جهت وزش باد در اروپا از زمان نوسنگی تا کنون دستخوش تغییرات بسیاری شده‌است.
پژوهش‌های متاخر رابطهٔ بین جهت‌گیری خانه‌ها و جهت وزش باد را رد می‌کند.
باستان‌شناس بریتانیایی ریچارد بردلی جهت‌گیری خانه‌ها را در راستای الگوی حرکت «استعماری» فرهنگ لینربندکرامیک می‌داند، چرا که در اروپای مرکزی خانه‌ها نسبتاً شمالی-جنوبی‌اند و هر چه به غرب یا شرق می‌روند انحراف آن‌ها از این محور بیشتر می‌شود.
باستان‌شناس آلمانی ینس لونینگ نیز مدلی از «استعمار» را از اروپای مرکزی به سمت شمال غربی، غرب، و شمال شرقی به دست می‌دهد و گسترش الگوی خانهٔ کشیدهٔ نوسنگی را «گواه» این پدیدهٔ باستان‌شناختی می‌داند.

### خانواده و اجتماع

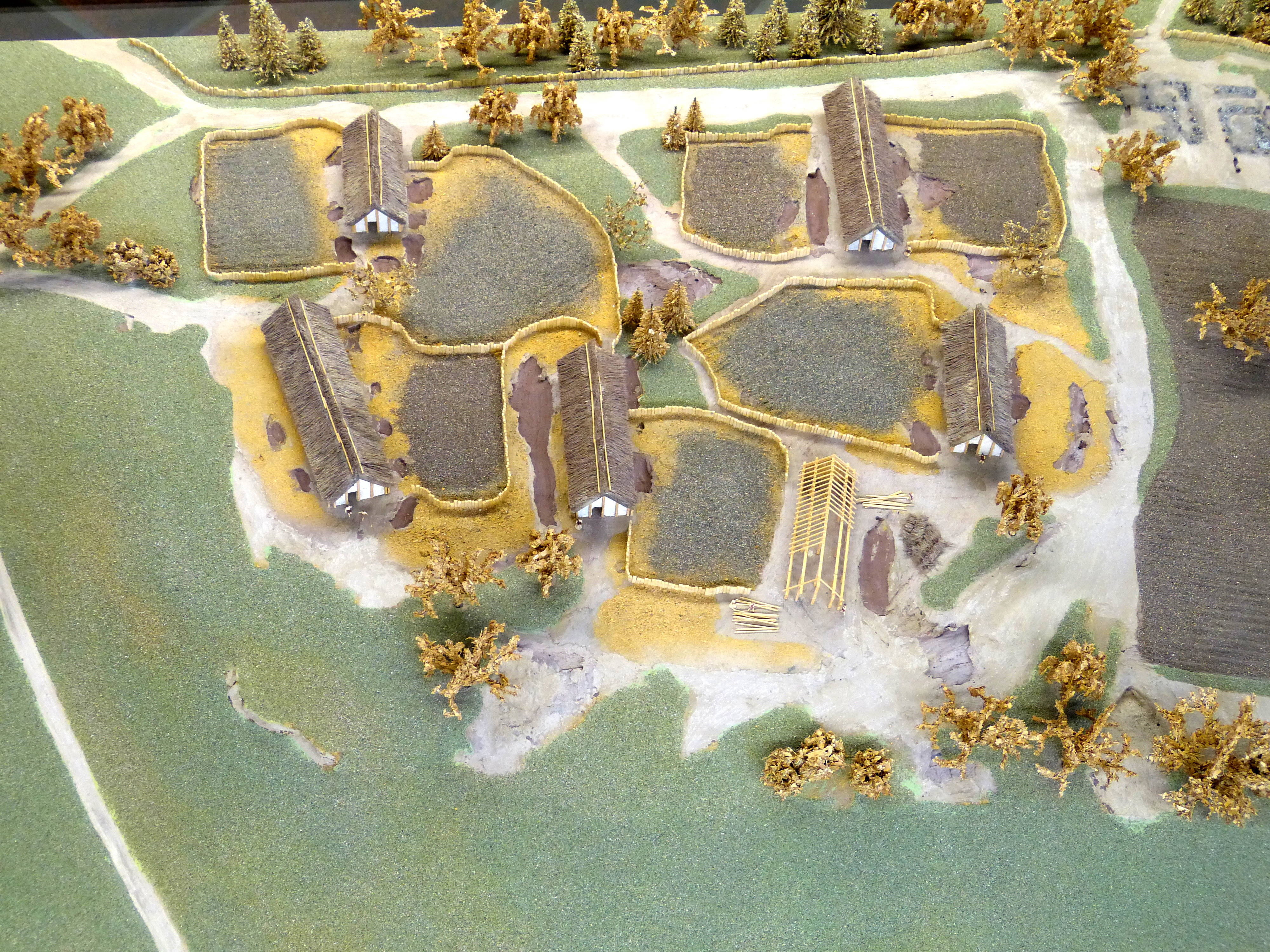
ماکتی از یک سکونت‌گاه فرهنگ لینربندکرامیک با خانه‌های کشیدهٔ نوسنگی. از موزهٔ باستان‌شناسی کلهایم

خانه‌های کشیدهٔ نوسنگی در گروه‌های ۱ تا ۲۸ تایی کنار هم قرار داشتند، ولی همهٔ آن‌ها لزوماً همزمان مسکون نبودند.
این خانه‌ها به‌طور قابل ملاحظه‌ای طراحی واحدی داشتند.
به باور روث ترینگهام، خانه‌های کشیدهٔ دوران نوسنگی برای استفاده بلندمدت «گروه‌های اهلی» (خانواده) ساخته می‌شدند و پیدایش آن‌ها نشان از تشکیل واحدهای خانوادگی پایدار به‌عنوان بنیان تولید تعاونی و تشریک مساعی دارد.
مختصات واحد سکونت‌گاه‌ها و دست‌سازه‌های این فرهنگ تداعی‌گر این امر است که این افراد خود را به عنوان یک جامعهٔ واحد می‌دیدند
و به باور باستان‌شناسان ساخت خانه‌های کشیدهٔ نوسنگی به ایجاد این واحد اجتماعی کمک کردند.
به باور ایان هادر، خود مفهوم خانه سبب به وجود آمدن جامعهٔ نوسنگی شد، چرا که تعریف کنندهٔ روابط، همبستگی‌ها و مرزهای بین افراد بود، و اعضای جامعه کسانی بودند که در ساخت و نگهداری از خانه نقش داشتند.
به گفتهٔ اندرو شرات نیز شکل کشیدهٔ خانه‌های نوسنگی در گروه‌های بومی اروپای مرکزی به شکل اتفاقی باعث پاسخی آگاهانه شده‌است که ممکن است به ایجاد حسی «یادمانی» (و ساختارهای اجتماعی متناظر آن در جامعه) منجر شده باشد.
استمرار این واحد اجتماعی بعد از یک دوره عمر خانه به این گونه بود که خانهٔ جدید مستقیماً بر روی بقایای خانهٔ قدیمی ساخته می‌شد. با اینکه شواهدی در مورد جابجایی برخی «خانواده»ها وجود دارد، بیشتر خانه‌های کشیدهٔ نوسنگی مستقیماً روی خانه‌های قدیمی‌تر ساخته شده‌اند.
به گفتهٔ هادر این واحدهای اجتماعی استمرار داشتند چرا که افراد خود صاحب خانه بودند و در آن دارای سهم و مسئولیت بودند.
این استمرار تا حدی بود که بنابر تاریخ‌گذاری رادیوکربن سکونت‌گاه اووچاروو در بلغارستان امروزی برای دستکم ۵۷۰ سال استمرار یافته‌بود.
استمرار خانه‌ها در طول زمان را می‌توان از برهم‌نهشت خانه‌ها و تغییر دکوراسیون آن‌ها نیز دید، تا جایی که در یکی از خانه‌ها چهل و هفت لایه اندود گل کشف شده‌است.
با این حال به گفتهٔ روث ترینگهام فرایندهای اجتماعی در دوران مختلف عمر کاربری این بناها تجلی متفاوتی داشته‌اند.

## رها شدن و تبدیل

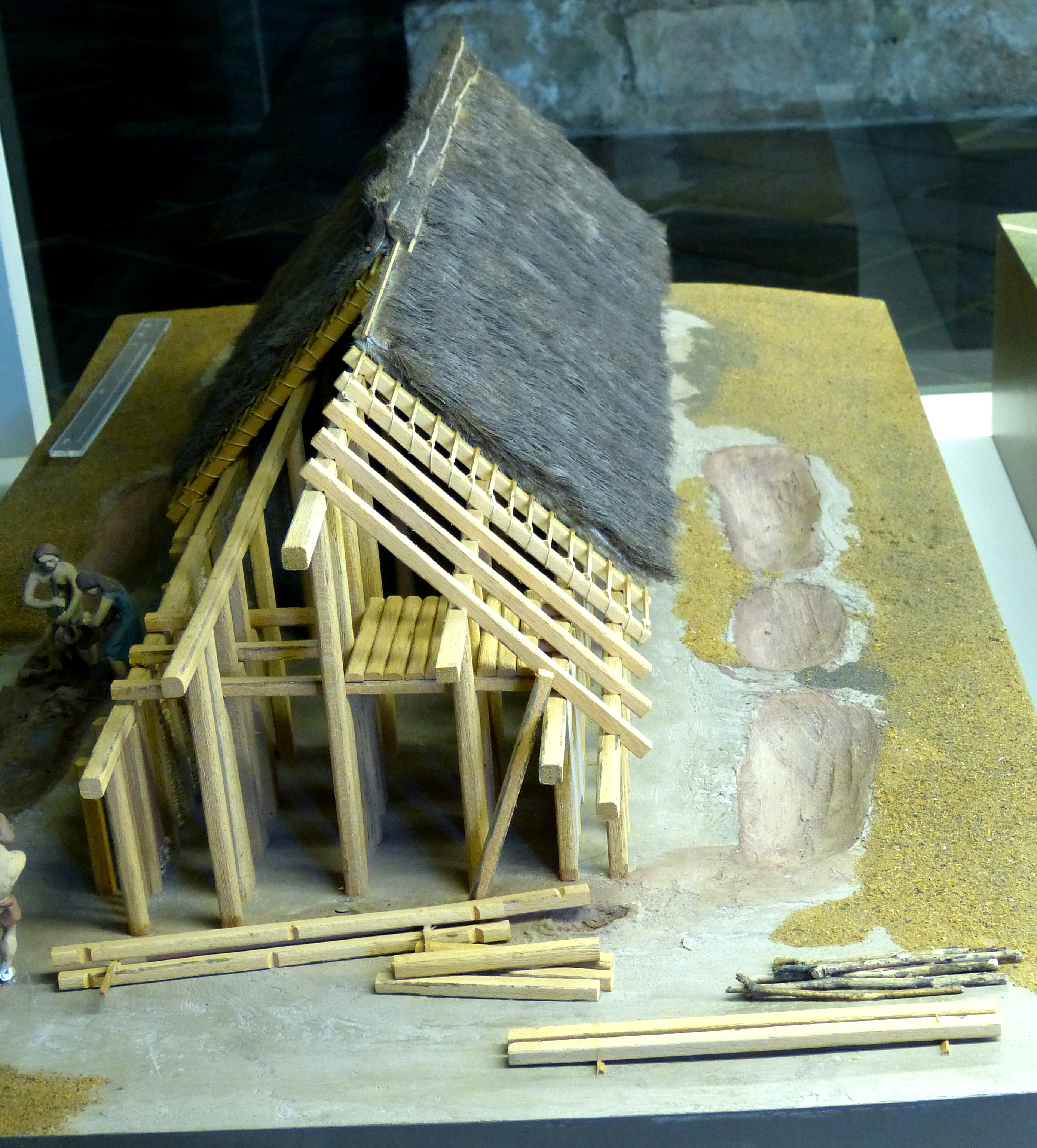
ماکتی از خانهٔ کشیدهٔ نوسنگی

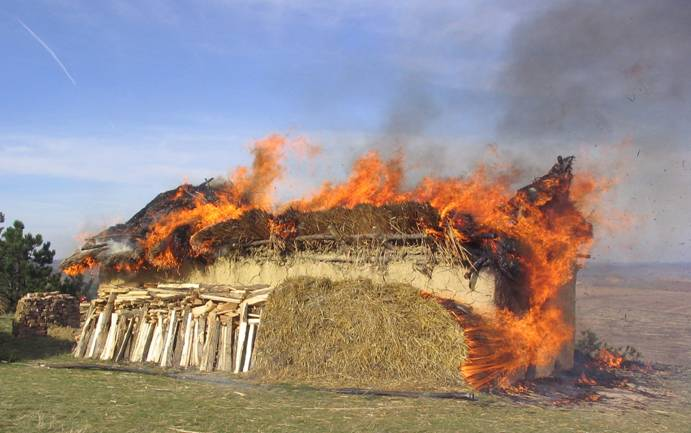
بازسازی فرایند آتش گرفتن خانهٔ کشیدهٔ فرهنگ کیوکوتنی

الگوی خانهٔ کشیدهٔ نوسنگی بیش از پانصد سال استمرار یافت.
به نظر می‌رسد در اواخر دوران مسکون بودن یک محوطه خانه‌های کمتر کشیده ساخته می‌شده و پس از هر دورهٔ بازسازی از طول خانه کاسته می‌شده‌است.
در مواردی که خانه‌ها رها شده‌اند و ساکنان جابجا شده‌اند، خانه‌های جدید با همان جهت‌گیری و ابعاد ساخته شده‌اند.
شواهدی مبنی بر اینکه مصالح یک خانه در ساخت خانهٔ جدید به کار رفته باشد وجود ندارد و ممکن است جایگاه ساختمان مورد احترام نسل‌های بعدی بوده باشد.
بااین‌حال به گفتهٔ ترینگهام در جنوب شرقی اروپا نشانه‌هایی از رها کردن خانه‌ها و جابجایی آن‌ها در جایی نزدیک هست.
به‌گفتهٔ هادر پس از اینکه کاربران به هر دلیلی مجبور به ترک خانه کشیده می‌شدند، استمرار یا دگرگونی گروه با مناسک گذار مرتبطی حفظ می‌شده و خانهٔ قدیمی‌تر تبدیل به نماد دودمانی آن گروه می‌شده‌است.
از ۴٬۸۰۰ پیش از میلاد خانه‌های رهاشده در جنوب شرقی اروپا عموماً آتش گرفته‌اند.
این آتش‌سوزی‌ها ممکن است اتفاقی بوده باشد، ولی بااین‌حال در اوپووو در صربستان امروزی عدم وجود آتش‌سوزی در فضای بین خانه‌ها به این معناست که این خانه‌ها به صورت جداگانه آتش گرفته‌اند.
همچنین در مرحله‌ای دمای آتش در اوپووو به بیش از ۱۰۰۰ درجهٔ سلسیوس رسیده که برای آتش‌سوزی‌های اتفاقی زیادی بالاست و احتمال عمدی بودن آتش‌سوزی‌ها را افزایش می‌دهد.
به گفتهٔ ترینگهام، ممکن است آتش گرفتن این خانه‌ها «عملی عمدی در پی مرگ رئیس خانواده به عنوان پایان نمادین چرخهٔ خانه باشد.»
برخی از باستان‌شناسان، از جمله روث ترینگهام رها شدن و سوختن خانه‌های کشیده را مبدأ دوران مس‌سنگی اروپا می‌دانند.
وی. گوردون چایلد در سال ۱۹۴۹ بر این باور بود که مدتی پس از رها شدن خانه‌های کشیدهٔ دوران نوسنگی با گورپشته کشیده خاکی‌ای در ابعاد مشابه جایگزین شده‌است.
به گفتهٔ او سازندگان گورپشته‌ها تلاش کرده‌اند «خانه‌های مردگان» را شبیه سکونت‌گاه‌های زندگان بسازند.
شواهدی متعددی مبنی بر رابطهٔ بین روند توسعهٔ خانه و اهمیت مرگ وجود دارد.
کاوش‌های بعد از آن نیز این نظریه را تقویت می‌کند.
به نظر می‌رسد این گذر از خانهٔ کشیده به آرامگاه اولین بار در شمال لهستان امروزی روی داده باشد.
شباهت‌های شکلی متعددی بین آرامگاه‌های نوسنگی و خانه‌های کشیدهٔ نوسنگی در حوضهٔ رود دانوب نیز هست.
بسیاری از آرامگاه‌ها در شمال غرب اروپا نیز بر روی خانه‌های یا سکونت‌گاه نوسنگی بیشین ساخته شده بود.
از آنجا که بین نقشهٔ خانهٔ کشیده در اروپا و نقشهٔ گورپشته‌های کشیده شباهت‌های وجود دارند، برخی پژوهشگران بر آنند که گذار از خانه‌های کشیدهٔ به گورپشته‌های کشیده در دوران نوسنگی، ناظر از گذار معماری خانگی به سنت آیینی تدفینی-ترحیمی است.
به گفتهٔ هادر، ساخته شدن آرامگاه‌ها بر روی خانه‌ها به این محوطه‌های «مرده» حضوری ممتد در منظر محیط می‌دهد.
گاه بین رها شدن خانهٔ کشیده و ساخته شدن گورپشتهٔ فاصله‌ای به اندازه یک قرن یا بیشتر بوده‌است.
بااین‌حال با توجه به شواهد می‌توان گفت سازندگان گورپشته‌ها درک دقیقی از طرح و اندازهٔ خانه‌های کشیده داشته‌اند.
بسیاری از گورپشته کشیده اشکالی مستطیلی یا ذوزنقه‌ای با تناسبات مشابه خانه‌های کشیده دارند.
خانه‌ها و آرامگاه‌ها در کویه‌ویای لهستان هم طول و عرض مشابهی دارند.
هم در خانه‌های کشیده و هم در آرامگاه‌ها، محور طولی بنا معمولاً از شمال غربی به جنوب شرقی کشیده شده و ورودی (یا وجه عریض) به سوی جنوب شرقی قرار دارد.

## نمونه‌های کاوش‌شده
در ترانسدانوبیا (در غرب مجارستان) نقشهٔ ۳۰۰ خانهٔ کشیدهٔ لینربندکرامیک در ۴۰ محوطه قابل تشخیص است.
در فرانسه، محوطه‌هایی چون «له فوایژ» و پاسی نمایانگر پیوند بین سازندگان آرامگاه‌ها و سازندگان خانه‌های کشیده بادرفتی هستند.
در حوضه پاریس محوطه‌های نوسنگی مس و اسون نشان از تجمع خانه‌های لینربندکرامیک با نقشهٔ ذوزنقه‌ای دارند.
تعدادی خانهٔ کشیده در بژشچ کویافسکی (لهستان امروزی) کشف شده‌است.. بزرگترین آن‌ها نقشه‌ای ذوزنقه دارد که طول آن ۳۲ متر و عرض آن ۱۰ متر در ضلع جنوبی و ۵ متر در ضلع شمالی است.
در آسوانیکی هم روستایی با ۳۰ خانهٔ کشیده نوسنگی کاوش شده‌است.
روث ترینگهام هم در دهه ۱۹۸۰ چند خانهٔ کشیده در اوپووو (در وویوودینا در صربستان امروزی) کاوش کرد و تلاش کرد که با استفاده از نتایج آن کاوش‌ها نحوهٔ پیدایش خانواده به‌عنوان یک سطح تحلیل در باستان‌شناسی را نشان دهد.
سکارا برای در اورکنی اسکاتلند که بین سال‌های ۳۱۸۰ (پ.م) و ۲۵۰۰ (پ.م) در آن زندگی جریان داشته در بین آثار بازمانده از اروپای دوران نوسنگی منحصر به فرد است. این سکونت‌گاه متعلق به دوران نوسنگی متأخر از هشت خانه کشیده تشکیل شده‌است که با یک کوچهٔ کوچک سنگی به هم متصل می‌شوند و یک ارگانیسم فشرده را ایجاد می‌کنند. در بلبرایدی نیز نمونه‌های دیگری از خانه‌های کشیدهٔ نوسنگی در اسکاتلند امروزی هست.

### کتابنامه
- Bradley, Richard (2001). "Orientations and origins: a symbolic dimension to the long house in Neolithic Europe". Antiquity. Cambridge University Press (CUP). 75 (287): 50–56. doi:10.1017/s0003598x00052704. ISSN 0003-598X.
- Bradley, Richard (2004). "Domestication, sedentism, property and time: materiality and the beginnings of agriculture in northern Europe".  In DeMarrais, Elizabeth (ed.). Rethinking materiality: the engagement of mind with the material world. Cambridge Oakville, CT: McDonald Institute for Archaeological Research Distributed by Oxbow Books, David Brown Book Co. ISBN 1-902937-30-9.
- Castleden, R. (2002). The Stonehenge People: An Exploration of Life in Neolithic Britain 4700-2000 BC. Taylor & Francis. ISBN 978-1-134-95351-6. Retrieved 2019-07-13.[پیوند مرده]
- Childe, V. G. (1949). "The Origin of Neolithic Culture in Northern Europe". Antiquity. Cambridge University Press (CUP). 23 (91): 129–135. doi:10.1017/s0003598x00020184. ISSN 0003-598X.
- Kvetina, Petr; Končelová, Markéta (2015-08-03). "Květina, P.: Neolithic longhouse seen as a witness of cultural change in the post-LBK. In: Anthropologie 53/3, 2015, 431-446". Academia.edu. Retrieved 2019-06-22.
- Kostof, Spiro (1995). A history of architecture: settings and rituals. New York: Oxford University Press. ISBN 978-0-19-508378-1. OCLC 31291112.
- Hodder, Ian (2003). "ARCHITECTURE AND MEANING: THE EXAMPLE OF NEOLITHIC HOUSES AND TOMBS".  In Pearson, M.P.; Richards, C. (eds.). Architecture and Order: Approaches to Social Space. Material Cultures. Taylor & Francis. ISBN 978-1-134-72811-4. Retrieved 2018-08-18.
- Hodder, Ian; Shand, Paul (1988). "3 Sites. The Haddenham long barrow: an interim statement". Antiquity. Cambridge University Press (CUP). 62 (235): 349–353. doi:10.1017/s0003598x00074184. ISSN 0003-598X.
- Hofmann, D.; Smyth, J. (2012). Tracking the Neolithic House in Europe: Sedentism, Architecture and Practice. One World Archaeology. Springer New York. ISBN 978-1-4614-5289-8. Retrieved 2018-08-18.
- Hunter-Anderson, Rosalind (1977). "A theoretical approach to the study of house form".  In Binford, L.R. (ed.). For theory building in archaeology: essays on faunal remains, aquatic resources, spatial analysis, and systemic modeling. Studies in archeology. Academic Press. ISBN 978-0-12-100050-9. Retrieved 2018-08-19.
- Marshall, Alistair (1981). "Environmental adaptation and structural design in axially‐pitched longhouses from Neolithic Europe". World Archaeology. Informa UK Limited. 13 (1): 101–121. doi:10.1080/00438243.1981.9979817. ISSN 0043-8243.
- Sherratt, Andrew (1990). "The genesis of megaliths: Monumentality, ethnicity and social complexity in Neolithic north‐west Europe". World Archaeology. Informa UK Limited. 22 (2): 147–167. doi:10.1080/00438243.1990.9980137. ISSN 0043-8243.
- Tringham, Ruth (1991). "Households with Faces: the challenge of gender in prehistoric architectural remains".  In Gero, J.M.; Conkey, M.W. (eds.). Engendering Archaeology: Women and Prehistory. Social Archaeology. Wiley. ISBN 978-0-631-17501-8. Retrieved 2018-08-18.